# Джордж Невінсон
Джордж Невінсон (англ. George Nevinson, 3 жовтня 1882 — 13 березня 1963) — британський плавець і ватерполіст.
Олімпійський чемпіон 1908 року.